# Clara Yolks
Clara Luz María Pomareda Pinto (Lima, 5 de diciembre de 1996), conocida por su nombre artístico Clara Yolks, es una cantante, comunicadora y compositora peruana, que ha consolidado su carrera artística en el pop alternativo peruano.

## Biografía
Clara nació el 5 de diciembre de 1996 en Lima. Desde temprana edad, mostró su interés por la música, la cual comenzaba a componer canciones por afición. Tras acabar la secundaria, estudió la carrera de ciencias de la comunicación. 
Comenzó su carrera artística a la edad de veinte años allá por 2017, bajo el nombre artístico de Clara Yolks, utilizando su nombre real y la palabra yolks (yemas en inglés). Como parte de su estreno como cantante, lanza su álbum debut Viene y va de la mano del productor musical Bent, contando con los temas musicales «9-11» y «Agallas», obteniendo una gran aceptación en las emisoras locales como Studio 92. Su tema musical «Agallas» entró a formar parte de la banda sonora de la película peruana Recontraloca de Giovanni Ciccia. Debido a su popularidad, en ese mismo año, participó en un programa juvenil de Movistar Música como invitada especial.
Pero fue al año siguiente, cuando Yolks alcanzaría al estrellato al interpretar el proyecto musical «Lunera» del EP Agallas, la cual se ha grabado un videoclip en el Cuzco. Tras el éxito, se lanzó una nueva versión en colaboración con DJ Towa bajo el nombre de «Lunera Remix». Gracias a ello, fue presentada en diferentes festivales locales como Vivo × el Rock.[cita requerida]
En el año 2019, presentó su tercera producción de estudio Equilibrio natural Vol. 1, logrando a consolidarse en el género del pop alternativo, donde en el dicho proyecto interpreta el tema musical «Una rosa». En ese mismo año, participó como telonera del concierto del cantante canadiense Shawn Mendes en el Perú, realizado en la capital Lima. Anteriormente, participó con el mismo rol en el concierto de las cantantes Courtney Barnett, Silvina Moreno y Maca Torres.
Durante el estado de emergencia por la pandemia de COVID-19, Yolks lanza su tema en colaboración con el cantante peruano André Urban bajo el nombre de «Millennial» de su álbum 5 sencillos/colaboraciones.
Años más tarde en 2022, Yolks lanza su quinto EP titulado Lo que siento, contando su nuevo éxito musical «El After» con la producción musical de Duplat y la dirección de Alejandra Mendoza. Seguidamente, se complementa con sus siguientes temas: «Siempre hago lo que quiero», «Días» y «Emocional». Gracias al éxito musical, fue presentada de manera pública en el Times Square de New York.
Al año siguiente, estrena su otro material Camina de la mano de la productora musical La Guarida del Dragón y el sello discográfico Estrellita Records, la cual está basado en el peligro que enfrenta las mujeres en el día a día.

## Discografía

### Álbum de estudio
- 2017: Viene y va

#### EP
- 2018: Equilibrio natural Vol. 1
- 2018: Agallas
- 2020: Millennial
- 2020: La grulla
- 2020: Bitch, don't kills my vibe
- 2021: Notebooks of loves
- 2022: Emocional
- 2022: Días
- 2022: Siempre hago lo que quiero
- 2022: Lo que siento
- 2023: Camina
- 2023: Perdón-ame